# Озідда
Озідда (італ. Osidda, сард. Osidde) — муніципалітет в Італії, у регіоні Сардинія,  провінція Нуоро.
Озідда розташована на відстані близько 320 км на південний захід від Рима, 145 км на північ від Кальярі, 25 км на північний захід від Нуоро.
Населення — 251 особа (2014).

## Демографія
Населення за роками:

Станом на 1 січня 2023 року в муніципалітеті офіційно проживало 28 іноземців з 5 країн, серед них 23 громадяни країн Євросоюзу.

## Сусідні муніципалітети
- Бітті
- Буддузо
- Нуле
- Паттада